# Палестинская декларация о независимости (1988)
Палестинская декларация о независимости принята Палестинским национальным советом, законодательным органом Организации освобождения Палестины (ООП), 15 ноября 1988 года в Алжире, при следующих результатах голосования: 253 — За, 46 против и 10 воздержавшихся. Зачитана Ясиром Арафатом на заключительном заседании 19-го Национального совета Палестины под полный зал оваций. Декларация в одностороннем порядке провозгласила создание Государства Палестина. По окончании чтения декларации, Арафат, как Председатель Организации освобождения Палестины принял титул «президента Палестины». Автором декларации был поэт Махмуд Дарвиш, на английский язык её перевёл Эдвард Саид.
На момент принятия декларации Организация освобождения Палестины не контролировала территорию, на которую претендовала. Столицей государства провозглашён Иерусалим[i], уже провозглашённый в 1980 году столицей Израиля и находящийся под израильским контролем после Шестидневной войны 1967 года. 28 октября 1974 саммит Лиги арабских государств, состоявшийся в Рабате, предоставил место для ООП в качестве «единственного законного представителя палестинского народа и подтвердили свою поддержку в праве на создание независимого государства Палестины».

## Значение декларации

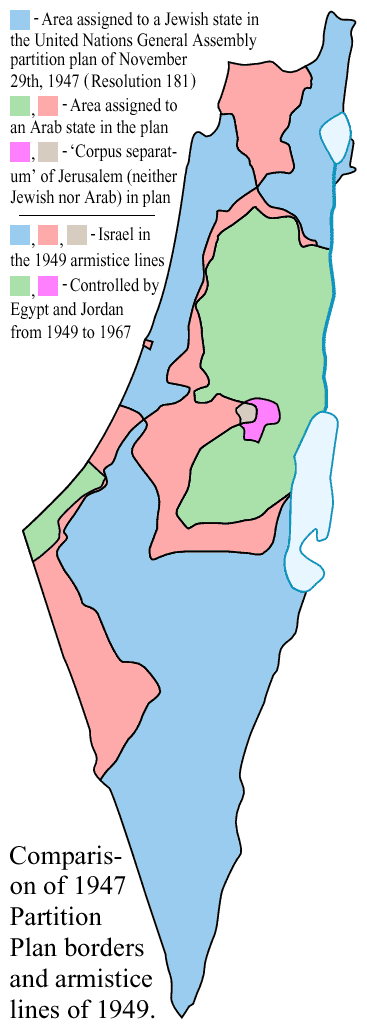
Утверждённые Организацией Объединённых Наций области Палестины (зелёный и светло-коралловый цвета)

Ссылаясь на «историческую несправедливость, причинённую палестинскому арабскому народу, результатом которой стало их разделение и лишение их права на самоопределение», декларация напоминает о Лозаннском договоре (1923) и Резолюции Генеральной Ассамблеи ООН 181, как поддержке прав палестинцев и Палестины. Декларация провозглашает «Государство Палестина на нашей палестинской территории со столицей в Иерусалиме». Границы заявленного государства Палестина не указаны. Население государства указанно следующим заявлением: «Государства Палестина является государством палестинцев, где бы они ни были». Государство определено как арабское государство: «Государства Палестины - арабское государство, составная и неделимая часть арабской нации».

## Последствия провозглашения декларации
За принятием Декларации последовало предложение Палестинским национальным советом многосторонних переговоров на основе резолюции Совета Безопасности ООН 242. Данное предложение было позже названо «Историческим компромиссом», поскольку оно подразумевало принятие «двух государств», а именно, больше не ставит под сомнение легитимность Государства Израиль. Политическая резолюция ПНС сопровождалась заявлением призывать к выходу израильских войск только из «арабской части Иерусалима» и других «оккупированных арабских территорий». Заявления Ясира Арафата через месяц в Женеве были приняты Соединёнными Штатами в как достаточные для устранения неясностей в декларации, и дали повод для открытого диалога с Соединёнными Штатами.
Результатом декларации стал созыв Генеральной Ассамблеи ООН, куда был приглашён Ясир Арафат, председатель Организации освобождения Палестины, для выступления. Была принята резолюция Генеральной Ассамблеи ООН — «Признавая провозглашения Государства Палестина Национальным советом Палестины 15 ноября 1988 года», и было также решено, что «обозначение „Палестина“ должно использоваться вместо обозначения „Организация освобождения Палестины“ в структурах ООН». Результаты голосования ГА ООН были следующими: 140 — За, 44 — воздержались, и 2 — Соединённые Штаты и Израиль — проголосовали против. К середине декабря, 75 государств признали независимость Палестины, в то время как 93 государства к февралю 1989 года.
13 сентября 1993 года в результате Соглашений в Осло между Израилем и Организацией освобождения Палестины (ООП) была подписана Декларация о создании Временной Палестинской Самоуправляемой Администрации (ПНА).

## Сноски
| i. | ↑ The Palestine Basic Law, approved by the PLC in May 2002, states unambiguously «Jerusalem is the Capital of Palestine» (source: ). Ramallah is the administrative capital where government institutions and foreign representative offices of Australia, Brazil, Canada Colombia, Czech Republic, Denmark, Finland, Germany, Malta, the Netherlands, South Africa, and Switzerland are located. Jerusalem’s final status awaits future negotiations between Israel and the Palestinian Authority (see «Negotiating Jerusalem», University of Maryland). The United Nations and most countries do not accept Israel’s claim over the whole of Jerusalem (see Kellerman, 1993, p. 140) and maintain their embassies to Israel in other cities (see the CIA Factbook Архивная копия от 25 декабря 2018 на Wayback Machine). |